# Alex Pentland
Alex Paul «Sandy» Pentland (1951) es un informático y empresario estadounidense, profesor del MIT.

## Biografía
Pentland se licenció en la Universidad de Míchigan y posteriormente se doctoró en el MIT en 1982.
Empezó a trabajar como profesor en la Universidad  de Stanford dando clases de informática y de psicología. El 1986 entró a trabajar al MIT como jefe del Laboratorio de medios de comunicación. Formó parte del consejo asesor de la ONU para el desarrollo sostenible de datos. También forma parte de la gobernanza de otras instituciones, como la Unión de Consumidores o el OECD, entre otras. A lo largo de su trayectoria ha fundado o colaborado en varias empresas e iniciativas privadas. En Asia fundó y codirigió el Media Lab Asia, como parte de los Indian Institutes of Technology.
Pentland es uno de los autores más citados en informática con un índice H de 144. También ha coliderado sesiones en el Foro Económico Mundial de Davos, en temas de privacidad de datos (GDPR), y ha ayudado a la ONU a adoptar criterios de transparencia para medir la implementación real de los Objetivos de Desarrollo Sostenible.
El 2011 Tim O'Reilly lo definió como uno de los científicos de datos más poderosos del mundo, junto con Larry Page, entonces director general de Google.

## Publicaciones
- Honest Signals (2010)[9]
- Social Physics (2015)[10][11]
- What Managers Need to Know About Data Exchanges (2020)[12]